# Комарниця (Старо Петрово Село)
Комарниця (хорв. Komarnica) — населений пункт у Хорватії, у Бродсько-Посавській жупанії у складі громади Старо Петрово Село.

## Населення
Населення за даними перепису 2011 року становило 251 осіб.
Динаміка чисельності населення поселення:

## Клімат
Середня річна температура становить 11,30 °C, середня максимальна — 26,00 °C, а середня мінімальна — -6,00 °C. Середня річна кількість опадів — 860 мм.
| Клімат поселення                              | Клімат поселення | Клімат поселення | Клімат поселення | Клімат поселення | Клімат поселення | Клімат поселення | Клімат поселення | Клімат поселення | Клімат поселення | Клімат поселення | Клімат поселення | Клімат поселення | Клімат поселення |
| Показник                                      | Січ.             | Лют.             | Бер.             | Квіт.            | Трав.            | Черв.            | Лип.             | Серп.            | Вер.             | Жовт.            | Лист.            | Груд.            |                  |
| Середній максимум, °C                         | 6,28             | 8,60             | 13,07            | 17,52            | 22,59            | 26,00            | 25,84            | 24,87            | 20,91            | 15,72            | 10,00            | 5,83             |                  |
| Середня температура, °C                       | 0,13             | 2,46             | 6,92             | 11,37            | 16,44            | 19,86            | 21,73            | 20,75            | 16,77            | 11,60            | 5,88             | 1,70             |                  |
| Середній мінімум, °C                          | −6               | −3,68            | 0,77             | 5,24             | 10,30            | 13,73            | 17,60            | 16,61            | 12,66            | 7,47             | 1,74             | −2,43            |                  |
| Норма опадів, мм                              | 55               | 52               | 57               | 69               | 79               | 99               | 79               | 75               | 66               | 77               | 83               | 69               |                  |
| Середньомісячна швидкість вітру, м/с          | 1.60             | 1.90             | 2.20             | 2.13             | 1.92             | 1.80             | 1.77             | 1.60             | 1.56             | 1.58             | 1.60             | 1.70             |                  |
| Середньомісячна сонячна радіація, кДж/м²·день | 4323             | 7101             | 10966            | 15399            | 19401            | 21622            | 22485            | 20404            | 14981            | 9227             | 4921             | 3600             |                  |
| --------------------------------------------- | ---------------- | ---------------- | ---------------- | ---------------- | ---------------- | ---------------- | ---------------- | ---------------- | ---------------- | ---------------- | ---------------- | ---------------- | ---------------- |
| Джерело:                                      |                  |                  |                  |                  |                  |                  |                  |                  |                  |                  |                  |                  |                  |